# Lista de chefes de governo de Andorra
A tabela abaixo lista os Chefes de Governo (Cap de Govern em língua catalã) do principado de Andorra desde a criação do cargo. O atual detentor do cargo é Xavier Espot Zamora, desde 16 de maio de 2019.
| Nome                            | Investidura             | Fim do mandato          | Partido                    |
| ------------------------------- | ----------------------- | ----------------------- | -------------------------- |
| Òscar Ribas Reig                | 8 de janeiro de 1982    | 21 de maio de 1984      | Independente               |
| Josep Pintat-Solans             | 21 de maio de 1984      | 12 de janeiro de 1990   | Independente               |
| Òscar Ribas Reig                | 12 de janeiro de 1990   | 7 de dezembro de 1994   | Grupo Democrático Nacional |
| Marc Forné Molné                | 7 de dezembro de 1994   | 20 de fevereiro de 2005 | Partit Liberal d'Andorra   |
| Albert Pintat Santolària        | 20 de fevereiro de 2005 | 5 de junho de 2009      | Partit Liberal d'Andorra   |
| Jaume Bartumeu Cassany          | 5 de junho de 2009      | 28 de abril de 2011     | Partido Social Democrata   |
| Pere López Agràs (interino)     | 28 de abril de 2011     | 12 de maio de 2011      | Partido Social Democrata   |
| Antoni Martí                    | 12 de maio de 2011      | 23 de março de 2015     | Democratas por Andorra     |
| Gilbert Saboya Sunyé (interino) | 23 de março de 2015     | 1 de abril de 2015      | Democratas por Andorra     |
| Antoni Martí                    | 1 de abril de 2015      | 16 de maio de 2019      | Democratas por Andorra     |
| Xavier Espot Zamora             | 16 de maio de 2019      | presente                | Democratas por Andorra     |

O Cap de Govern é nomeado pelo Consell General de les Valls (Conselho-Geral dos Vales), a assembleia nacional andorrana.